# Château d'Isschot
Le château d'Isschot est un château belge situé sur le territoire de la commune de Heist-op-den-Berg dans la province d'Anvers.
Au XVIIIe siècle, l'ancien château d'Isschot de style Renaissance en forme de "U" était la propriété de la famille de Cupis de Camargo, originaire de Bruxelles. Il fut ensuite acheté par la famille van Gansacker qui possédait la seigneurie d'Iteghem et qui le fit agrandir en 1775. Au XIXe siècle, il fut la propriété de Louis Berckmans qui le vendit à Georges Hanssens. En 1905, ce dernier détruisit l'ancienne demeure pour y construire l'actuel château de style Louis XVI, d'après les plans de l'architecte anversois Jos Evrard.

## Sources
- « Heist-op-den-Berg - Kastelen », sur heist-op-den-berg.be via Internet Archive (consulté le 6 janvier 2024)